# Hololena aduma
Hololena aduma là một loài nhện trong họ Agelenidae.
Loài này thuộc chi Hololena. Hololena aduma được Ralph Vary Chamberlin & Wilton Ivie miêu tả năm 1942.